# Karl Abt (pittore)
Karl Abt (Pforzheim, 18 dicembre 1899 – Pforzheim, 28 novembre 1985) è stato un pittore tedesco.

## Biografia
Cominciò a dipingere all'età di dodici anni, ed i genitori lo iscrissero all'accademia d'arte di Pforzheim, ma nel 1917 venne chiamato a fare il servizio militare, interrompendo gli studi. Al termine della prima guerra mondiale, Abt, per volere del padre, cominciò un praticantato come orefice, e solo anni dopo, dal 1928, riprese gli studi artistici alla Landeskunstschule di Karlsruhe. A partire dal 1935, tornato a Pforzheim, la pittura divenne il suo mestiere principale.
Abt divenne particolarmente noto per i suoi paesaggi e per i dipinti floreali.